# Claudio Barrientos
Claudio Barrientos (10 novembre 1936 – 7 maggio 1982) è stato un pugile cileno.

## Palmarès

### Olimpiadi
- 1 medaglia:
  - 1 bronzo (Melbourne 1956 nei pesi gallo)

### Giochi panamericani
- 1 medaglia:
  - 1 argento (Città del Messico 1955 nei pesi piuma)